# Sonata per a piano núm. 23 (Beethoven)
La Sonata per a piano núm. 23, en fa menor, op. 57 de Ludwig van Beethoven, coneguda com a "Appassionata" (apassionada), és considerada una de les tres grans sonates per a piano del seu període creatiu central; les altres són la Sonata "Waldstein", opus 53, i la Sonata "dels Adeus", opus 81. Va ser composta a Döbling, un poble a prop a Viena el 1804, i va ser dedicada al comte Franz von Brunswick. Va ser publicada pel Bureau des Arts et d'Industrie.

## Estructura
L'Appassionata té tres moviments:
1. Allegro Assai
2. Andante con moto - attacca
3. Allegro, ma non troppo - Presto

### 1. Allegro Assai
És un allegro de sonata sense repeticions en compàs 12/8 i dura uns 10 minuts. Malgrat la seva durada, aquesta peça compren canvis ràpids de tonalitat i sobtats contrastos de dinàmica. El tema principal té un ritme característic, puntejat, però amb una proporció de 5:6 en lloc de 3:4. A l'escollir la tonalitat de fa menor cal tenir present que el moviment fa un ús freqüent de l'àmbit greu i fosc del fa més baix del piano, que era la nota més greu de l'instrument en aquella època. El moviment és tranquil i una mica lent a l'inici, interromput per grups d'acords ràpids.

### 2. Andante con moto
El segon moviment, en re bemoll major, és un tema i variacions amb una melodia lenta, quieta, gairebé com un himne. Té dues seccions de 8 compassos, que es repeteixen. Les variacions són, una per una:
- Similar al tema original, amb la mà esquerra tocant síncopes.
- Una ornamentació del tema en semicorxeres.
- Una ràpida ornamentació en fuses. En lloc de repetir, tant la mà esquerra com la dreta prenen seccions del tema cada una.
- Una repetició del tema original, amb petits canvis. En lloc d'acabar tranquil·lament, sona un concloent acord de sèptima disminuïda en fortissimo, com un tro, i ens porta sense pausa (indicació d'"attacca") al tercer moviment.

### 3. Allegro, ma non troppo - Presto
El tercer moviment és un allegro de sonata en el qual, molt inusualment, només la segona part és indicada per repetir-se. El moviment és un perpetuum mobile, amb ràpides semicorxeres que només són interrompudes en el desenvolupament i en la coda final. El moviment és misteriós i d'una naturalesa complexa i agitada. Ha rebut diversos adjectius de part dels crítics: apassionada, desesperada, que treu l'alè.
L'Appassionata va ser anomenada així per l'editor. Beethoven es va indignar amb el nom, ja que creia que totes les seves obres estaven escrites per tocar-se apassionadament i no solament aquesta. Beethoven va acabar el tercer moviment de la seva Simfonia núm. 5 amb una tensió no resolta; sense pausa entre els moviments, segueix el quart amb un tema triomfal. A semblança d'aquesta simfonia, aquí també hi ha un breu moment de tensió sense resoldre però en aquest cas el moviment final té un caràcter agònic i una coda que es pot qualificar de desesperada.